# Geometridites repens
Geometridites repens är en fjärilsart som beskrevs av Kernbach 1967. Geometridites repens ingår i släktet Geometridites och familjen mätare. Inga underarter finns listade i Catalogue of Life.